# 秦士奇
秦士奇（生卒年不詳），字公庸，號一水，山東金鄉縣城東關小街子人。明末官員。天啟乙丑進士，官知縣。

## 生平
秦士奇自幼聰穎，以節操自持。天啟五年（1625年）中進士，授崑山縣知縣。當時宦官魏忠贤專權，黨羽在各地為其建立生祠，士奇拒絕執行，稱病封印，被囚禁半年之久。熹宗駕崩後，崇禎帝整肅魏忠賢，魏黨倒臺，士奇方得以歸里。
崇禎二年（1629年），朝廷開始清算閹黨，各地不拜魏祠者被重新起用。同年，士奇補獲鹿縣知縣，次年二月調順天府固安縣。任內賑濟飢民，修築城池，頗有政績。因得罪錦衣衛，被誣陷獲罪，革職遣返。士民含淚相送。
崇禎十七年（1644年），清兵入關。南明史可法鎮守揚州時，延攬天下人才，士奇曾前往相助。抗清失敗後，歸隱山林，不談時事。

## 著作
擅书画。著有《吟雲居稿》、《詩集》等，皆已散佚。曾纂修崇禎《固安縣志》。

## 外部鏈接
- 秦士奇

| 官衔        | 官衔                                    | 官衔          |
| ----------- | --------------------------------------- | ------------- |
| 前任： 劉伸 | 順天府固安縣知縣 崇禎三年（1630年）上任 | 繼任： 黃奇遇 |